# RIAA Recording Curve

De RIAA opname (blauw) en weergave (rood) correctie voor het afspelen van vinylplaten.

De RIAA Recording Curve is een door de RIAA gestandaardiseerde opnametechniek en een bijhorende afspeeltechniek voor vinylplaten, zoals lp's en singles. In samenwerking met geluidstechnici van andere instituten en bedrijven heeft de RIAA voor de vinylplaten in 1955 de definitieve opname frequentiekarakteristiek, de RIAA Recording Curve, ook wel de RIAA Equalization Curve genoemd, vastgelegd. Dit was nodig, omdat er destijds nog geen algemeen aanvaarde standaard was om een gelijkmatige frequentiekarakteristiek te realiseren bij de opname en weergave van vinylplaten. Tevens treden er bij de productie van vinylplaten fysieke begrenzingen in het medium, de stof vinyl, op.
Om lage tonen met dezelfde geluidssterkte vast te leggen als hoge tonen, zouden zeer brede groeven in het vinyl nodig zijn. Daarbij komt dat hoge tonen meer akoestische energie afgeven dan lage tonen. Om beide effecten te compenseren werd de zogenaamde RIAA Curve vastgesteld. Deze curve zorgt ervoor dat bij de opname de lage tonen met een lager volume werden opgenomen dan de hoge tonen, waardoor afspeelbare groeven mogelijk zijn. Bij het afspelen worden de hoge tonen afgezwakt en de lage tonen weer opgehaald, door middel van de RIAA Reproduction Curve (ook wel RIAA weergave karakteristiek) in de pickup-voorversterker. Deze RIAA Reproduction Curve is het spiegelbeeld van de RIAA Recording Curve, waarbij gespiegeld is langs de verticale as van de grafiek. Hierdoor wordt bewerkstelligd dat bij het afspelen van muziek een zo vlak mogelijke frequentiekarakteristiek wordt gehandhaafd.
Toch zijn er ook nadelen van deze opnamecorrectie vast te stellen.
Weliswaar resulteert dit in een lage ruisfactor bij het afspelen van platen (ruis is vooral hoorbaar in hogere frequenties van het geluidsspectrum), maar daarnaast moeten hoge eisen aan de draaitafel worden gesteld om de productie van gestommel tegen te gaan, ook wel rumble genaamd. Deze rumble is hoorbaar als lage en sub-lage tonen en wordt door de weergavekarakteristiek bij het afspelen extra versterkt weergegeven.
Gerenommeerde platenspelers of draaitafels hebben een zeer laag rumble niveau en voldoen daarmee aan de eisen voor Hi-Fi-apparaten.
Cd's hebben dit type frequentiecorrectie niet nodig. Cd-persingen in de jaren 80 van lp-opnames bevatten echter per ongeluk de RIAA Recording Curve.
Hierdoor klonken deze cd's erg schel en bevatten de opnames zeer weinig lage tonen. Dit effect heeft de beoordeling van de kwaliteit van cd's enige tijd beïnvloed.
De formule voor de originele RIAA Curve luidt:
{\displaystyle N=10\log _{10}(1+4\pi ^{2}f^{2}{t_{1}}^{2})}
{\displaystyle -10\log _{10}\left(1+{\frac {1}{4\pi ^{2}f^{2}{t_{2}}^{2}}}\right)}
{\displaystyle +10\log _{10}\left(1+{\frac {1}{4\pi ^{2}f^{2}{t_{3}}^{2}}}\right)}
waarin:
N = geluidsniveau in dB
t1= tijdconstante voor hoge tonen, 75 μs
t2 = tijdconstante voor middentonen, 318 μs
t3 = tijdconstante voor lage tonen, 3180 μs
De drie kantelfrequenties kunnen nu eenvoudig worden berekend met de formule:
{\displaystyle f_{\text{k}}={\frac {1}{2\pi {t_{\text{n}}}}}}
waarin:
fk = kantelfrequentie in hertz.
tn = de tijdconstante in seconden.
Invullen van de drie tijdconstantes geeft de volgende kantelfrequenties:
t1 = 75 μs geeft 2,1 kHz.
t2 = 318 μs geeft 500 Hz.
t3 = 3180 μs geeft 50 Hz.
In de afgebeelde grafiek zijn deze kantelfrequenties goed zichtbaar, als rekening wordt gehouden met de logaritmische schaalverdeling.